# Districtul Pa Phayom
Pa Phayom (în thailandeză ป่าพะยอม) este un district (Amphoe) din provincia Phatthalung, Thailanda, cu o populație de 32.280 de locuitori și o suprafață de 386,4 km².

## Componență
Districtul este subdivizat în 4 subdistricte (tambon), care sunt subdivizate în 39 de sate (muban).
| Nr. | Nume      | În thailandeză | Sate | Locuitori |  |
| --- | --------- | -------------- | ---- | --------- |  |
| 1.  | Pa Phayom | ป่าพะยอม        | 7    | 5,764     |  |
| 2.  | Lan Khoi  | ลานข่อย         | 9    | 7,594     |  |
| 3.  | Ko Tao    | เกาะเต่า        | 13   | 11,281    |  |
| 4.  | Ban Phrao | บ้านพร้าว        | 10   | 7,641     |  |